# Usine de teinturerie et d'apprêt des étoffes Ernest Houpin
L’Usine de teinturerie et d'apprêt des étoffes Ernest Houpin était une usine de teinturerie et d'apprêt installée à Reims, impasse de la Blanchisserie, de 1850 à 1880. Elle n’a pu résister à la crise du textile et a dû céder son emplacement successivement à une usine de feutre puis une verrerie puis à un fabricant de matériel électrique et enfin à un industriel du secteur des parafoudres. 

## Usine de teinturerie et d'apprêt des étoffes Ernest Houpin

### Historique
Vers 1850, Ernest Houpin établit une usine de teinturerie et d'apprêt des étoffes le long de la Vesle, qui ferme ses portes à la suite de la crise industrielle de 1880.

### Ernest HOUPIN
Ernest Omer HOUPIN, fondateur de l’Usine de teinturerie et d'apprêt des étoffes Ernest Houpin est né à Reims le 11 Août 1841. 
Il se marie avec sa cousine Eliacine Houpin, le 4 mai 1868, à Reims.
Il décède, à Reims, le 8 avril 1890, et repose au cimetière de ?.

## Usine de feutre Haehnlé etCie
Hans Haehnle, industriel allemand, fonde en 1892 la Manufacture de Feutres de Reims, appelée aussi Usine de Feutre de Giengen, pour éviter les droits de douane élevés pour les importations en France.
L’usine de feutre exploitée par Haehnlé et Cie, succursale de la maison mère dont  le  siège  principal est en Saxe, est installée dans les bâtiments de l’Usine de teinturerie et d'apprêt des étoffes Ernest Houpin. 
Un bâtiment supplémentaire est construit en 1908.

## Verrerie
En 1918, l'Usine de feutre est remplacée par une verrerie. 

## Usine de petit matériel électrique GTE France S.A.
À partir de 1933, une usine de production de petit matériel électrique occasionne la construction de nouveaux bureaux en 1960. 
En 1988, la raison sociale de cet établissement était GTE France S.A. 

## Actuellement Citel
En mai 1992, la société Citel, fabricant de parafoudres, crée un établissement secondaire à Reims en rachetant les locaux de l’unité de Claude de l’entreprise GTE Sylvania qui souhaitait se désengager du secteur de l'éclairage.

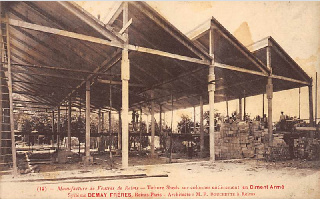
Usine de feutre Haehnlé et Cie.
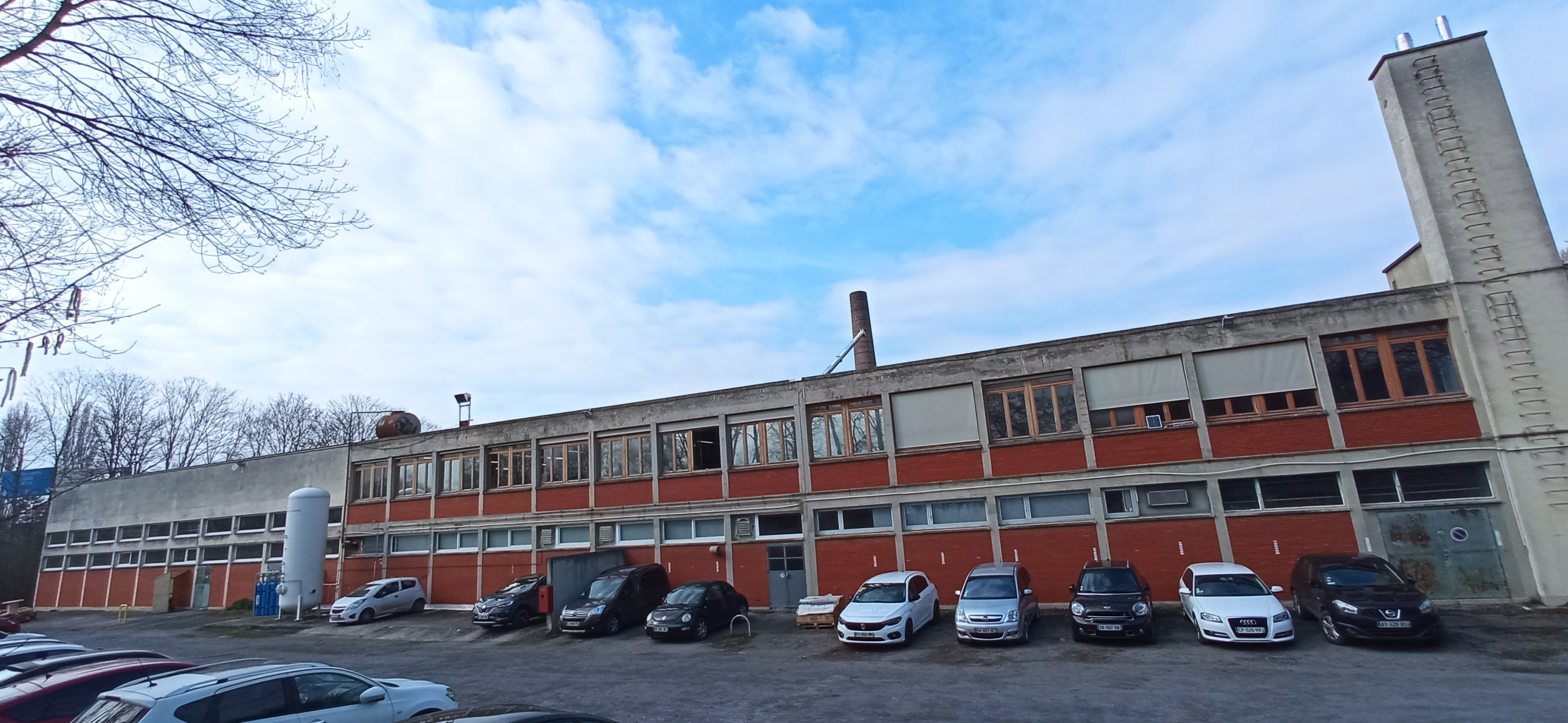
Citel, D les bureaux.